# Guiengola

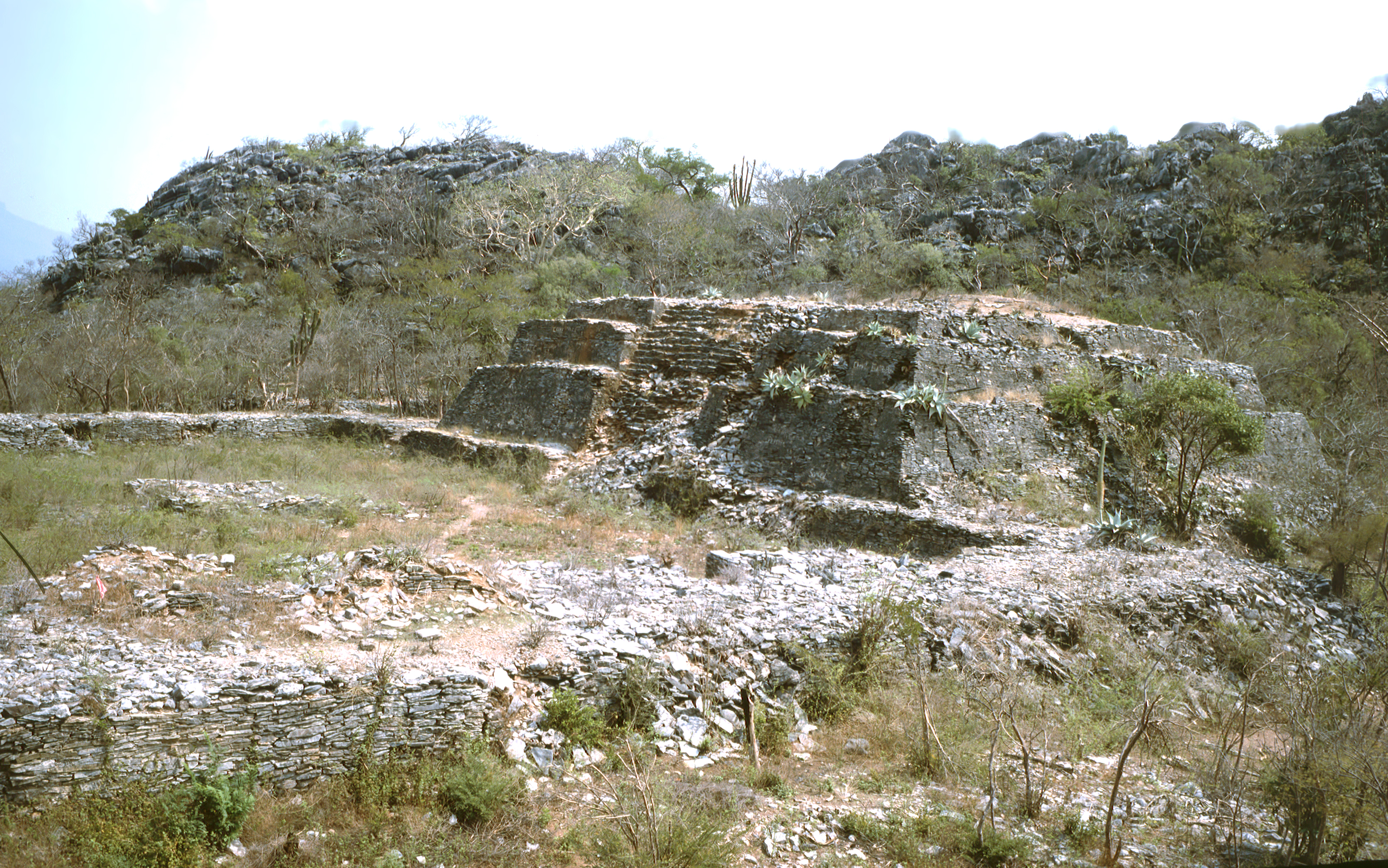
Guiengola

Guiengola ist eine präkolumbische Festungs- und Kultanlage der Zapoteken in 420 m Höhe auf einem Bergsporn, der in die Talebene rund 15 km nordwestlich der modernen Stadt Tehuantepec vorspringt. Es stammt aus dem späten fünfzehnten oder dem Beginn des sechzehnten Jahrhunderts. Dort hat nach kolonialzeitlichen spanischen Berichten eine Schlacht mit einer aztekischen Expeditionstruppe stattgefunden, die für die Azteken erfolglos blieb. Mit der spanischen Eroberung wurde die Festung aufgegeben.

## Forschungsgeschichte
Die erste wissenschaftliche Begehung von Guiengola wurde 1896 von Eduard Seler vorgenommen, nachdem Aureliano Estrada 1892 über die Ruinen berichtet hatte. Moderne Forschungen wurden in den 1970er Jahren von David Andres Peterson durchgeführt, größere Grabungen und Restaurierungen haben bisher (2010) nicht stattgefunden.

## Zeremonialzentrum
Das Zentrum von Guiengloa wird durch die Zeremonialanlage gebildet, die sich auf einer nach Norden künstlich erweiterten ebenen Fläche von 150 × 200 m zwischen zwei Felsbergen befindet. Von Norden, durch ein enges Tal, war auch der ursprüngliche Zugang. Seler beschreibt, dort auf Befestigungen gestoßen zu sein. Die ebene Fläche bildet einen unregelmäßigen Platz, auf dem sich drei Bauten befinden: die West-Pyramide, die Ost-pyramide und im Süden der Ballspielplatz. 

### Ost-Pyramide

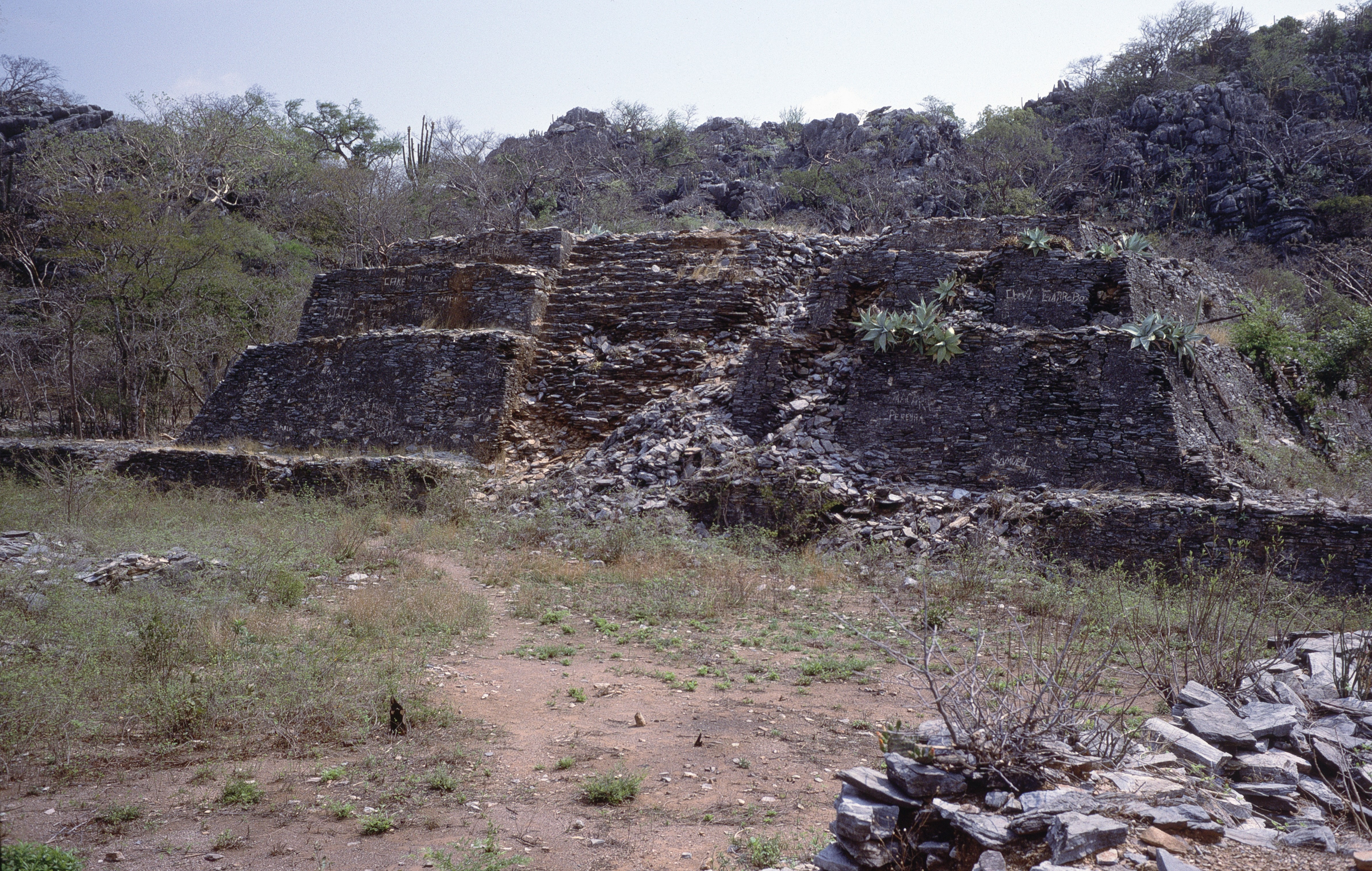
Ostpyramide

Dieses Bauwerk war eindeutig das wichtigste: der eigentlichen Pyramide ist ein leicht versenkter Hof von 30 × 40 m Innenmaßen vorgelagert. Die Umgrenzung des Hofes wird durch eine 2 m breite und 60 cm hohe Mauer gebildet, zu der von Westen eine breite Treppe hinauf führt. Von der Umfassungsmauer führen an mehreren Stellen große und kleine Treppen zum Hof hinunter, von dort aus kann man die eigentliche Pyramide auf einer vom Hofniveau ausgehenden Treppe besteigen. Die Ostpyramide besteht aus drei nach oben hin kleiner werdenden Stufen, die Treppe ist ohne Treppenwangen und leicht in den Baukörper versenkt. Zusätzlich sind auch zwei schmale Treppen auf den beiden Seiten vorhanden. Das eigentliche Heiligtum dürfte eine aus Flussschotter bestehende Konstruktion auf der Oberfläche der Pyramide, nahe ihrer Ostwand, gewesen sein, deren ganze Oberfläche mit Stuck überkleidet war.

### West-Pyramide

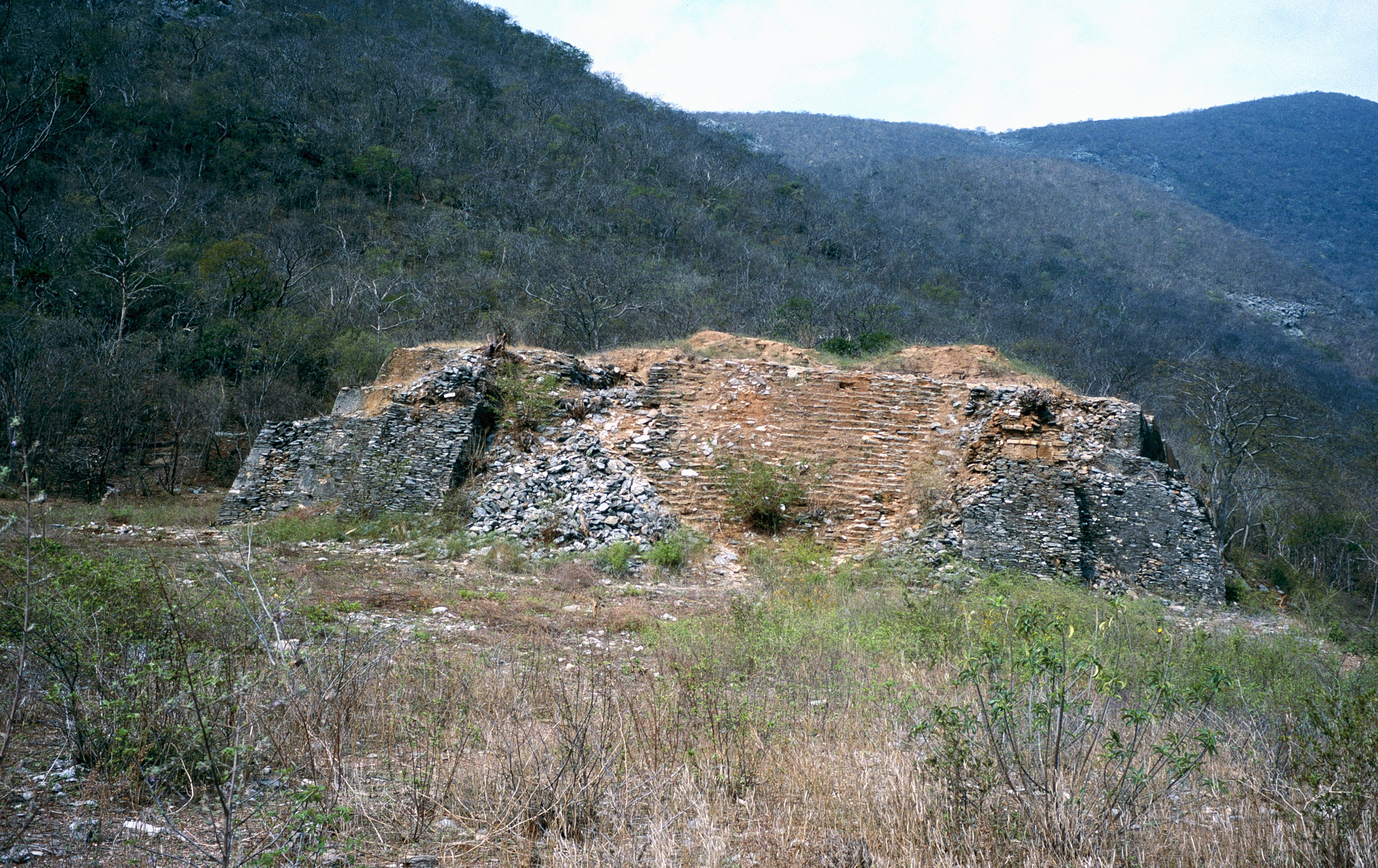
Westpyramide

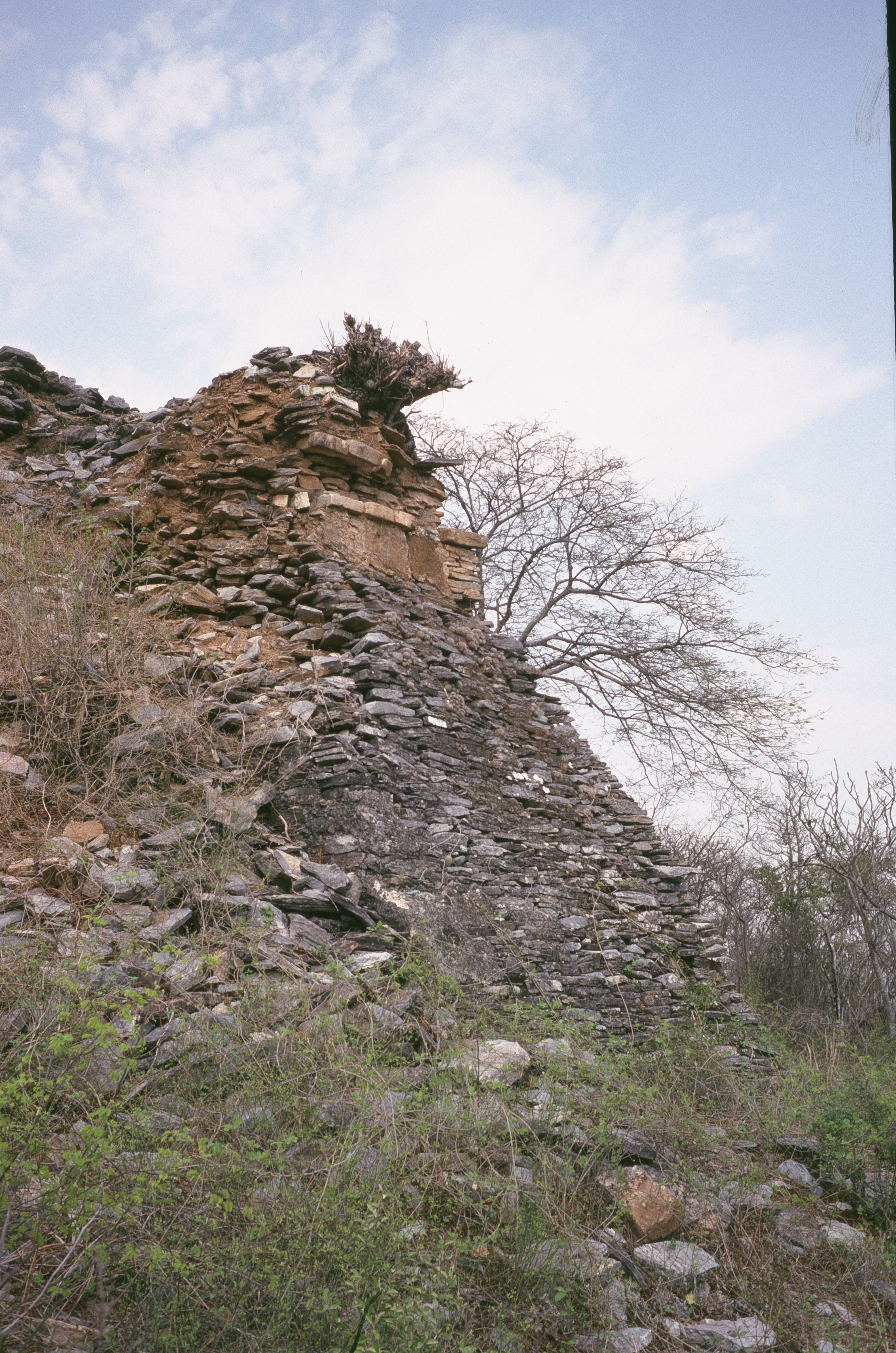
Treppenwange der Westpyramide

Anders als die eben beschriebene Pyramide verfügt diese nicht über einen vorgelagerten Hof, sondern ist direkt vom Platz aus zugänglich. Auch sie besteht aus drei Stufen, ihre Treppe ist aber nicht eingesenkt, sondern vorgelagert und mit breiten Treppenwangen versehen. Auch hier treten die schmalen Seitentreppen auf. Das obere Ende der Treppenwangen läuft senkrecht aus. Auf der oberen Fläche sind die Reste eines Gebäudes aus Adobe zu erkennen, das zwei Räume von knapp 13 m Länge hintereinander besaß.

### Ballspielplatz

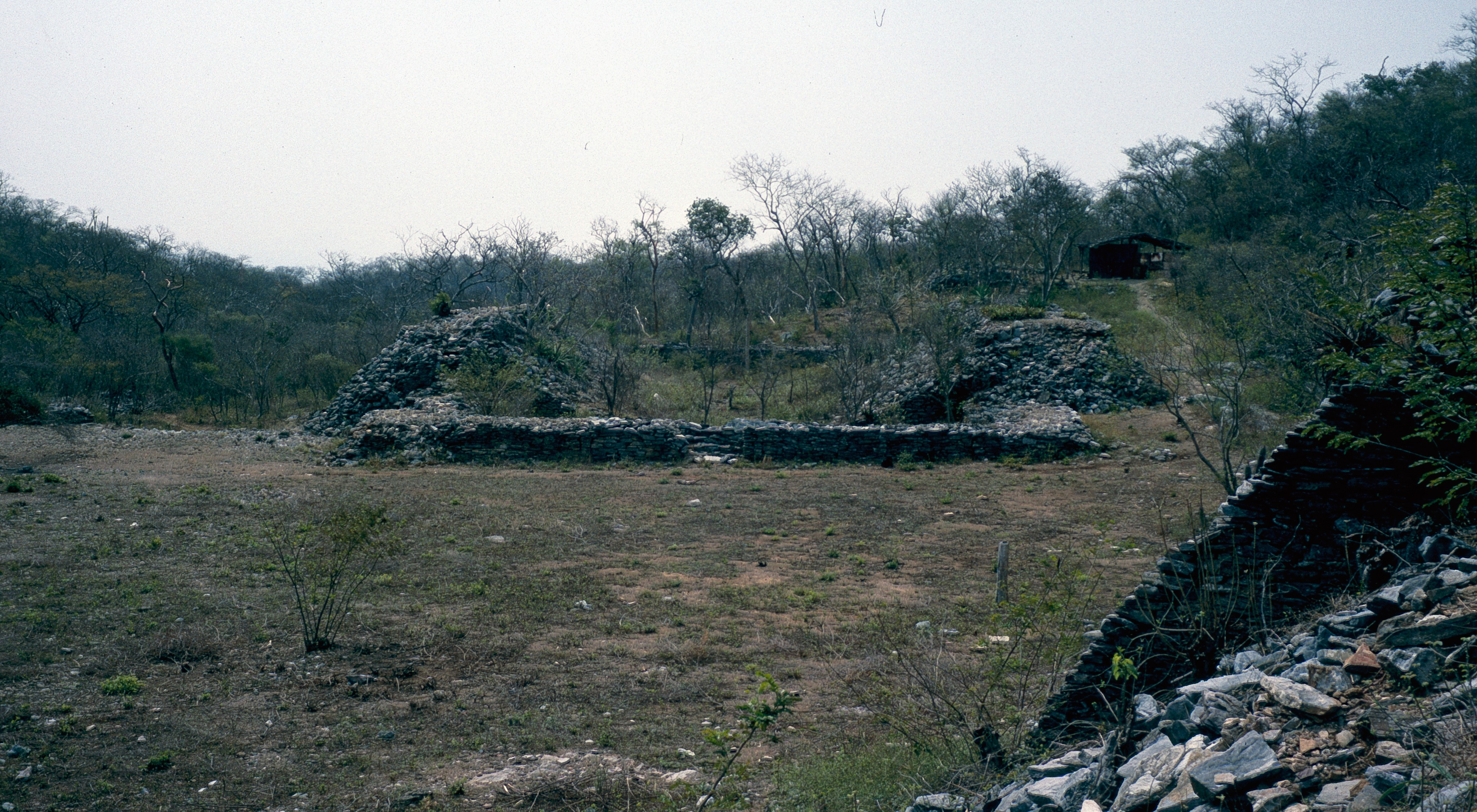
Ballspielplatz

Der Ballspielplatz weist die typische postklassische Form auf: Die Spielgasse verläuft zwischen zwei schrägen Reflexflächen, die von massiven Sockeln ausgehen, auf die kleine Treppen hinaufführen. Die Spielgasse weist an ihren beiden Enden eine rechteckige Erweiterung auf das Dreifache auf, diese wird von einem Mauersockel eingerahmt. Von Norden führen über diesen Mauersockel zwei kleine Treppchen auf die Spielfläche.

## Palast

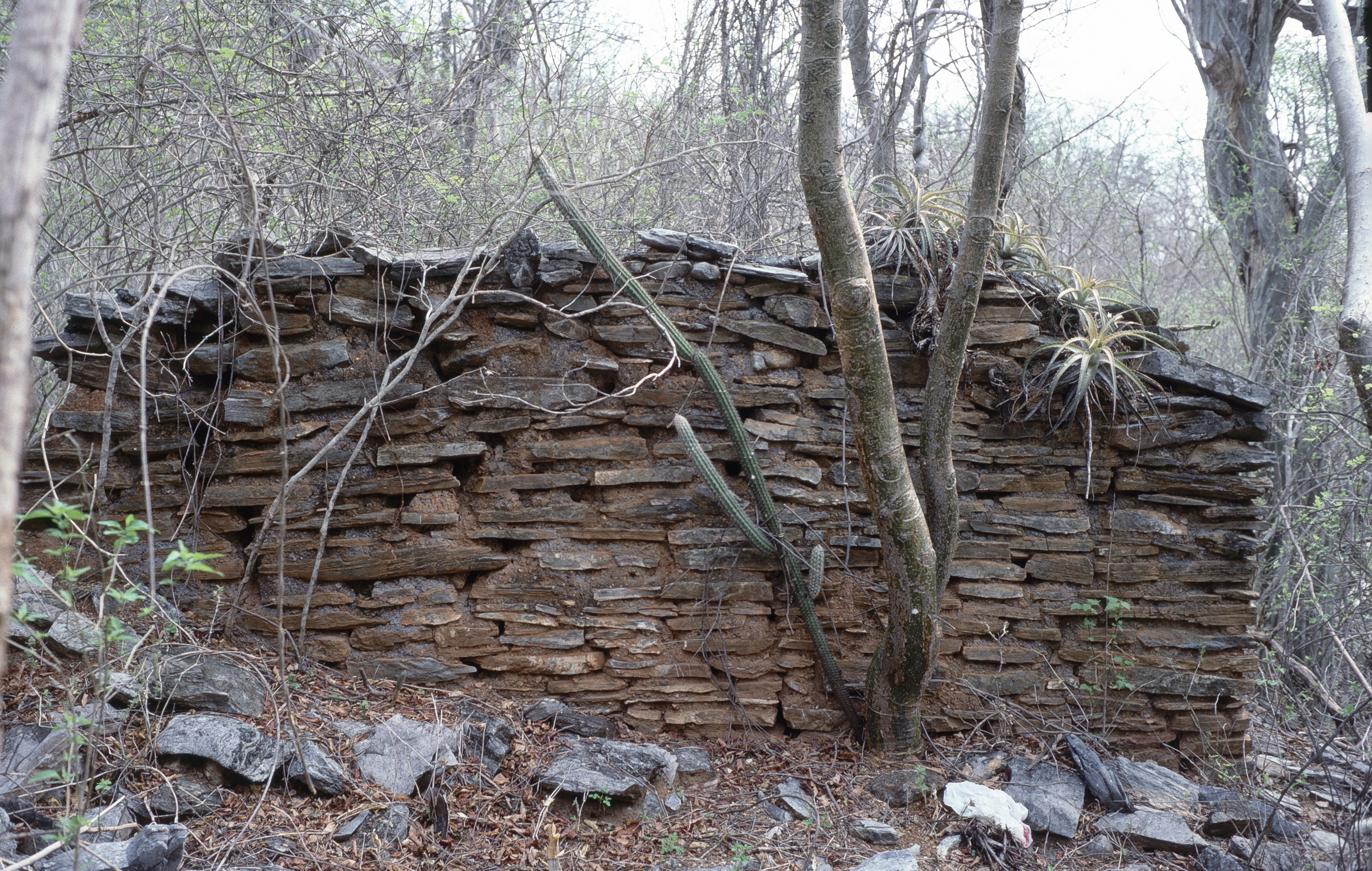
Mauerzüge nahe dem Palast

Der Palast liegt knapp 200 m südöstlich der Zeremonialzone und war vermutlich die Residenz des Herrschers Cocijoeza. Er bestand aus 64 Räumen und weiteren Konstruktionen auf einer Fläche von 11.000 m², die wegen des sehr felsigen Geländes stark verschachtelt und unregelmäßig angeordnet sind. Der einzige Zugang ist von Süden; wegen der beträchtlichen Höhenunterschiede sind zahlreiche große und kleine Treppenanlagen nötig. In der Mitte der Anlage befindet sich ein kleiner, unregelmäßiger Hof (Patio 11), der wegen des begrenzten Zuganges (über eine schmale Treppe von Süden, die zwischen zwei vielleicht als Wächterhäuser dienenden Konstruktionen beginnt) als der eigentliche Residenzbereich gedeutet wird. Zentraler Bau ist ein Tempel mit drei hintereinander gestaffelten Räumen, die die typischen Türdurchgänge mit zwei Säulen aufwiesen. 

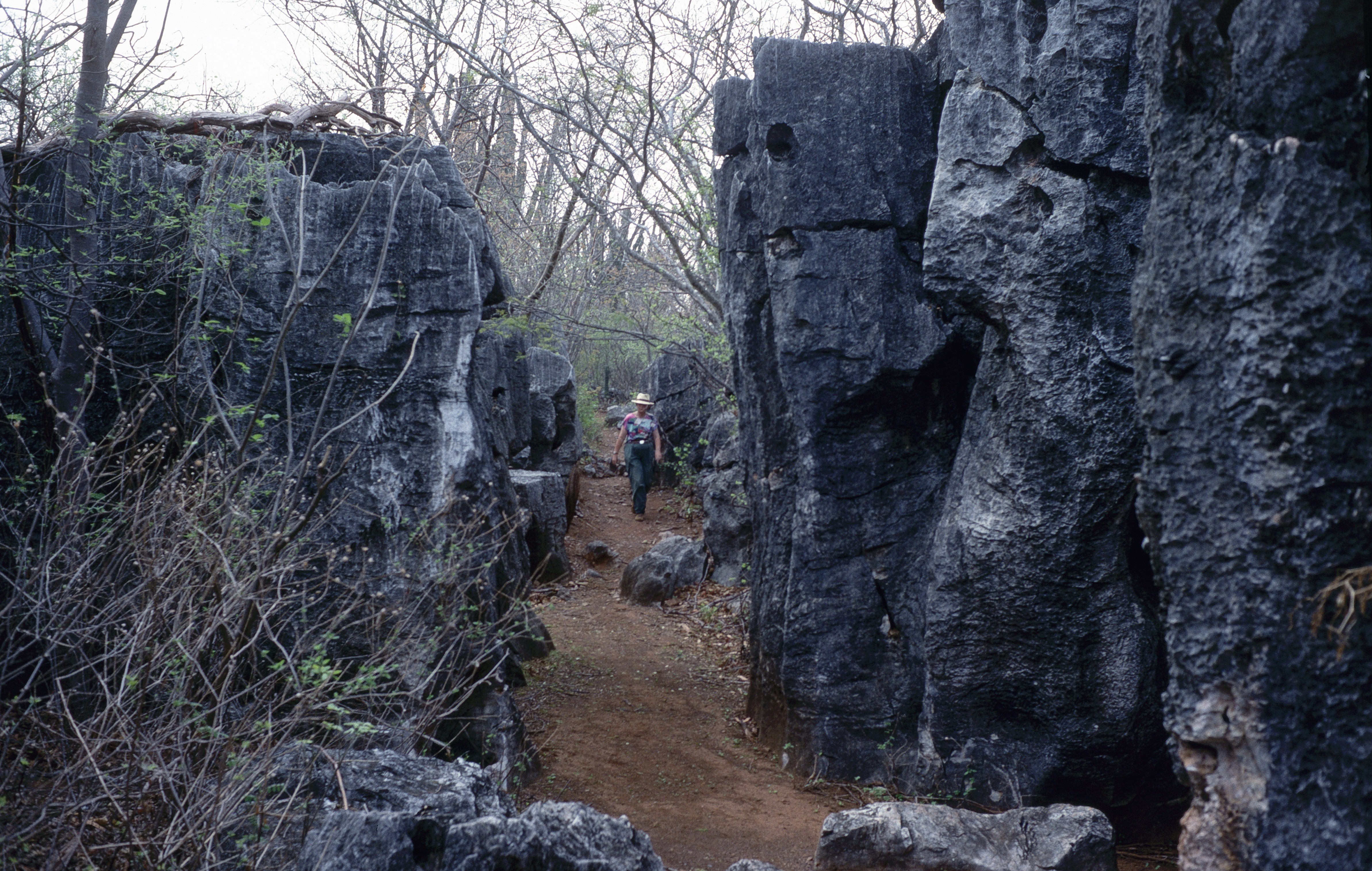
Moderner Zugang durch Felsbarrieren

Bemerkenswert ist der so genannte Mirador, ein Ausblickspunkt, der auf einem runden Felsvorsprung im Osten der Palastanlage errichtet wurde und einen großartigen Rundblick auf die Ebene bietet.

## Gräber
Zwei Gräber sind schon im 19. Jahrhundert ausgeraubt worden. Das erste befindet sich neben dem Umfassungswall des Patios der Ostpyramide. Ein Zugang von Westen führt zu einer 9 m langen und 2 m breiten Grabkammer. Von dem Zugang gehen auch zwei kleine seitliche Kammern ab. Das zweite Grab befindet sich Palastgebiet unterhalb eines kleinen Tempels mit einem Säuleneingang. Das Grab ist kleiner und hat drei parallele Kammern, wobei die Seitenkammern auch hier vom Zugang abgehen. Nach kolonialzeitlichen Angaben war bei den Gräbern die große mittlere Kammer das Heiligtum, während für die Bestattungen die Seitenkammern mehrfach genutzt wurden.